# Ferdinand Hellmuth
Ferdinand Hellmuth (* 21. März 1915 in Dittigheim bei Tauberbischofsheim; † 25. Dezember 1995) war ein deutscher Landtagsabgeordneter der FDP/DVP in Baden-Württemberg.

## Leben
Ferdinand Hellmuth wurde am 21. März 1915 in Dittigheim geboren. Er besuchte die Aufbau-Oberrealschule Tauberbischofsheim, wo er Ostern 1936 das Abitur ablegte. 1936 war er im Arbeitsdienst-Einsatz. Von 1936 bis 1938 machte er eine Landwirtschaftslehre und studierte anschließend an der Landwirtschaftlichen Hochschule Hohenheim und der Technischen Hochschule München. Sein Diplom-Hauptexamen legte er im Dezember 1940 ab. Vom 1. Januar 1941 bis 20. Juli 1941 arbeitete er noch als Tierzuchtassistent in Graz. ab dem 30. Juli bis zum 15. Januar 1946 war er Soldat. Anschließend arbeitete er im elterlichen landwirtschaftlichen Betrieb. Und ab 1947 zunächst im Landwirtschaftsamt Tauberbischofsheim und bald darauf an der Landwirtschaftsschule Buchen. Seit April 1954 war er Landwirtschaftsrat (Oberregierungslandwirtschaftsrat) und Dienstvorstand. Seit 1956 war er Mitglied des Landtags.

## Familie
Hellmuth war verheiratet und hatte drei Kinder.